# Mount Frishman
Mount Frishman ist ein kleiner, spitzer und 1880 m hoher Berggipfel im ostantarktischen Viktorialand. In den Admiralitätsbergen ragt er im östlichen Teil der Robinson Heights auf.
Der United States Geological Survey kartierte ihn anhand eigener Vermessungen und Luftaufnahmen der United States Navy aus den Jahren von 1960 bis 1963. Das Advisory Committee on Antarctic Names benannte ihn 1970 nach dem Biologen Stephen A. Frishman (* 1944), der im Rahmen des United States Antarctic Research Program von 1966 bis 1967 auf der Hallett-Station tätig war.